# Eating Out: All You Can Eat
Eating Out: All You Can Eat je americký hraný film z roku 2009, který režíroval Glenn Gaylord.

## Děj
Film začíná pohřbem Marca a Kyleho, kteří zahynuli při autonehodě, když při orálním sexu vjeli do protisměru a srazili se se zájezdovým autobusem Céline Dion. Na pohřeb dorazí i Kyleho bratranec Casey, který je také gay, a protože v Los Angeles nikoho nezná, ubytuje se u své tety Helen, Kyleho matky. Ta ho seznámí s Tiffani, Kyleovou fag-hag, která ho zaměstná ve svém nehtovém salonu. Společně se jednou vydají do místního LGBT centra, aby zde Casey pracoval jako dobrovolník a zároveň dělal reklamu jejímu podniku. Casey se zde seznámí se Zackem, který sem také často chodí. Zack se Caseymu velmi líbí, ale netroufá si ho oslovit přímo. S pomocí Tiffani si na internetu založí falešný profil, do kterého nahraje fotky Tiffaniho bývalého přítele Ryana. Takto se poznají, zjistí, že mají společné zájmy a oběma se líbí stejné filmy a tak si dohodnou rande. Avšak v restauraci se náhodou objeví i pravý Ryan. Ten začne předstírat, že je gay, aby naštval Tiffani a domluví si se Zackem další rande. Zack mu doma připraví překvapení. Protože mu falešný Ryan na internetu říkal, že se mu líbí film Prázdniny v Římě, připraví ve svém domě imitace pamětihodností, obdobně jako když Gregory Peck provázel po městě Audrey Hepburnovou – Sixtinskou kapli, Fontánu di Trevi a Ústa pravdy. Ovšem pravý Ryan nic z toho nechápe a Zackovi řekne, že už o něj nemá zájem. Casey Zackovi posléze přizná, jak to bylo doopravdy, což Zacka naštve. Ryan a Tiffani se rozhodnou, že Caseyho a Zacka dají dohromady.

## Obsazení
| Daniel Skelton        | Casey      |
| Chris Salvatore       | Zack       |
| Mink Stole            | teta Helen |
| Rebekah Kochan        | Tiffani    |
| Michael E.R. Walker   | Ryan       |
| Leslie Jordan         | Harry      |
| John Stallings        | Lionel     |
| Julia Cho             | Tandy      |
| Sumalee Montano       | Pam        |
| Christina Balmores    | Candy      |
| Tabitha Taylor        | Tabitha    |
| Maximiliano Torandell | Ernesto    |